# Youcef Nehari
Youcef Nehari (en arabe : يوسف نحاري) est un footballeur algérien né le 1er juin 1984 à Alger. Il évoluait au poste de défenseur central.

## Biographie
Il évolue en première division algérienne avec les clubs, du CS Constantine, du NA Hussein Dey, du MC Saïda et du MO Béjaïa. Il dispute 126 matchs en inscrivant huit buts en Ligue 1.